# Bzygowate

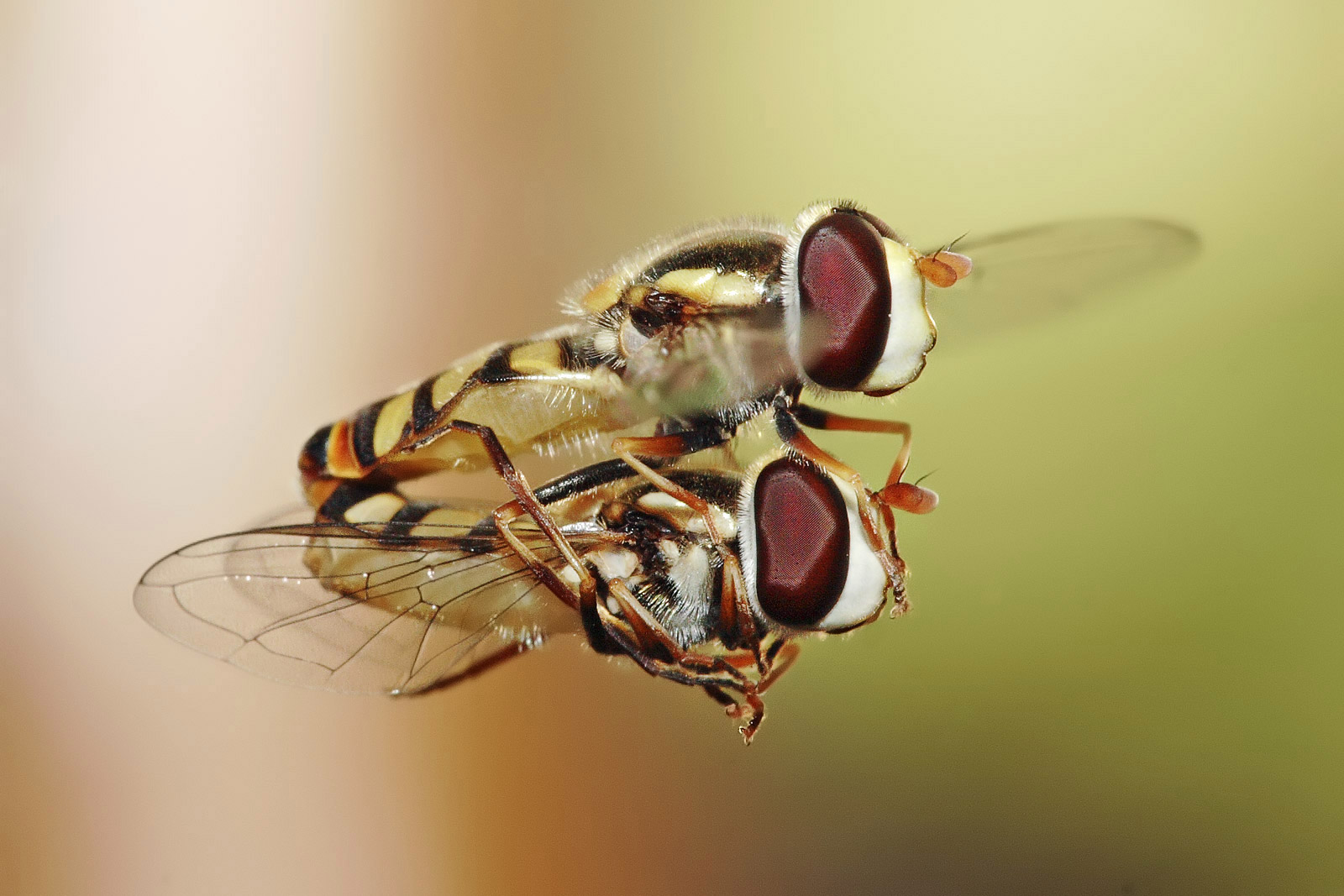
Powietrzne gody Simosyrphus grandicornis

Bzygowate, bzygi (Syrphidae) – rodzina owadów z rzędu muchówek z wyglądu podobnych często do os lub pszczół (mimikra). Odgrywają ważną rolę w zapylaniu kwiatów. Dorosłe osobniki występują licznie, zwłaszcza na nasłonecznionych leśnych polanach.
Naukowo opisano około 6000 gatunków. Larwy są drapieżne (zjadają mszyce) lub roślinożerne. Dorosłe żywią się sokami roślin, nektarem i spadzią. Niektóre są szkodnikami.
Niektóre larwy żyją w wodzie lub w miejscach wilgotnych.
Larwy wodne mają robakowaty kształt ciała ze słabo widoczną segmentacją oraz granicami między głową, tułowiem i odwłokiem. Głowa jest zredukowana i schowana w głąb tułowia. Przód ciała tępy i zaokrąglony. Na pierwszym segmencie tułowia mogą występować haczyki. Na końcu odwłoka znajduje się nierozdwojony, teleskopowo składany syfon oddechowy zakończony rzęskami ułatwiającymi utrzymanie go nad powierzchnią wody. U niektórych syfon ma postać kolca i służy do wkłuwania się w rośliny oraz pobierania z nich powietrza. Larwy często posiadają słabo wykształcone posuwki z haczykami.
Larwy wodne i wodno-błotne żyją w różnych typach wód – często w bentosie wód stojących i przybrzeżnej strefy cieków. Także na torfowiskach. Niektóre gatunki znoszą zanieczyszczenie wód. W związku z tym w polskim indeksie biotycznym (BMWP-PL) rodzina ta ma najniższą punktację.
W Polsce około 400 gatunków, z czego 63 ma larwy wodne. (zobacz: bzygowate Polski).